# Dendrosicyos socotranus
Dendrosicyos socotranus – gatunek roślin z rodziny dyniowatych (Cucurbitaceae) reprezentujący monotypowy rodzaj Dendrosicyos. Endemit archipelagu Sokotra – rośnie na największej wyspie – Sokotrze oraz na Samha. Występuje na suchych, skalistych terenach w zaroślach sukulentów, zwykle na skałach wapiennych. Zagrożony jest z powodu ścinania roślin i karmienia nimi zwierząt, także z powodu zgryzania roślin przez kozy. Roślina rzadko bywa uprawiana jako ciekawostka botaniczna.

## Morfologia
PokrójPękate i słabo rozgałęzione (pachykauliczne) drzewo osiągające zwykle do 3, rzadko do 6 m wysokości i do 1 m średnicy pnia. Roślina bez wąsów czepnych.
LiścieJajowato-sercowate, głęboko 4–6-klapowane dłoniasto, na brzegu piłkowane i kolczaste. O charakterystycznym, nieprzyjemnym zapachu.
KwiatyZebrane w zwisające z kątów liści pęczki. Osiągają 2,5 cm średnicy. Działki lejkowatego kielicha są lancetowate. Płatki korony równowąsko-lancetowate, owłosione, żółte. Pręciki są trzy, wystają poza koronę. Zalążnia jajowata, gładka. Szyjka słupka cienka, z trzema dwułatkowymi znamionami.
OwoceWalcowate, do 4 cm długości, szczeciniasto ogruczolone, po dojrzeniu pomarańczowe. W pomarańczowym miąższu znajdują się nasiona o długości 6 mm, spłaszczone.

## Systematyka
Pozycja systematyczna
Gatunek i rodzaj z plemienia Coniandreae  z rodziny dyniowatych Cucurbitaceae.